# Euchroea aurora
Euchroea aurora är en skalbaggsart som beskrevs av Hermann Burmeister 1842. Euchroea aurora ingår i släktet Euchroea och familjen Cetoniidae. Inga underarter finns listade i Catalogue of Life.